# Juan Ahuntchaín
Juan Ahuntchaín (vollständiger Name: Juan Antonio Ahuntchain Alles) (* 15. Januar 1952 in Rosario) ist ein uruguayischer Fußballtrainer und ehemaliger Fußballspieler.

## Spielerkarriere
Ahuntchaín ist der Enkel eines französischen Basken, der nach Uruguay auswanderte. Seine Profikarriere begann er auf der Position eines Abwehrspielers im Alter von 22 oder 23 Jahren bei Centro Atlético Fénix. Sodann war er nacheinander für CF Monterrey in Mexiko, bei Vasco da Gama in Brasilien, bei Miramar und erneut für Fénix aktiv. Danach spielte er mindestens in den Jahren 1984 und 1985 für Liverpool Montevideo in der Segunda División und 1987 für Defensor in der Primera División Uruguays. Der Verteidiger gehörte dabei dem Team Defensors an, das 1987 den Landesmeistertitel gewann.

## Trainerkarriere
Ahuntchaín war sowohl beim Gewinn der uruguayischen Meisterschaft des Jahres 1991 als auch mindestens in den Jahren 1993, beim Titelgewinn des Torneo Apertura und 1994 sowie von Januar bis Dezember 1996 Trainer von Defensor.
Von Dezember 1996 bis Juli 1997 war er als Nachfolger des im November 1996 aufgrund schlechter Ergebnisse in der WM-Qualifikation für die WM 1998 (2 Siege, 3 Niederlagen) entlassenen Héctor Núñez Trainer der uruguayischen Fußballnationalmannschaft und betreute die Nationalelf bei sechs WM-Qualifikationsspielen und erreichte mit ihr zwei Siege, zwei Unentschieden und zwei Niederlagen. Ahuntchaín führte die Celeste zur Copa América 1997 in Bolivien. Die Mannschaft gewann ein Spiel, verlor zwei und scheiterte in der Gruppe B. Ahuntchaín wurde entlassen und Roque Máspoli wurde sein Nachfolger als Trainer von Uruguay. 
Im Dezember 2001 wurde Ahuntchaín als Trainer der Jugendnationalmannschaft Uruguays bestellt. In der Folgezeit war er erneut im Trainerstab bei Defensor beschäftigt und für den Juniorenbereich zuständig. Auch im Jahr 2012 war er ununterbrochen im elften Jahr Koordinator der Nachwuchsmannschaft (Formativas) Defensors. Nach anderen Quellen hatte er diese Position gar seit 1998 inne. In dieser Funktion folgte ihm schließlich spätestens 2013 Fernando Curuchet nach.
Mindestens seit Juli 2015 ist er Direktor der Fußballabteilung des Club Atlético Peñarol.

## Erfolge

### Als Spieler
- Uruguayischer Meister: 1987

### Als Trainer
- Uruguayischer Meister: 1991